# Nairobiprisen
Nairobiprisen uddeles en gang årligt af Nairobi-klubben som er et fagligt forum for over 100 medie- og fagfolk, som arbejder med formidling af udviklingsbistand, globale udviklingsspørgsmål, udenrigs- og u-landsstof i dansk eller international sammenhæng eller som har det som interessefelt.
Nairobiprisen 2022 er tildelt filmdokumentarist Helle Toft Jensen og fotograf Finn Brasen.
I 2023 blev prisen tildelt Danwatch.